# 埃塔縣
埃塔縣是印度的一個縣，位於該國北部，由北方邦負責管轄，面積4,446平方公里，識字率為73.27%，人口在2001至2011年期間增長12.77%，2011年人口1,761,152，人口密度每平方公里396人。
27°30′N 78°45′E / 27.500°N 78.750°E